# 藤原兼子 (伊予三位)
藤原 兼子（ふじわら の けんし / かねこ、永承5年（1050年） - 長承2年7月13日（1133年8月15日））は堀河天皇の乳母(従三位)。伊予三位、藤三位、讃岐三位とも。
父は讃岐守（讃岐入道）藤原顕綱、兄妹に家通・有佐・道経・宗綱・讃岐典侍長子らがいる。叔父である伊予守藤原敦家と結婚し、刑部卿藤原敦兼や藤原俊忠室（藤原俊成の母）を生んだ。
寛治7年（1093年）2月22日、堀河天皇の女御・篤子内親王が中宮に立后された時はその御髪上の役を務めた。嘉承2年（1107年）7月19日の堀河天皇崩御に伴い、同年8月5日に出家している。
嘉承元年（1106年）7月25日に堀河五条坊門の自宅が焼亡してからは、女婿である藤原俊忠の二条室町邸に住んでいたらしい。
兼子の曾孫にあたる藤原定家が『三代集間之事』に、「後撰和歌集」の「さくさめのとじ」という歌語の解釈をめぐって次のように記述している。
藤原俊成（「庭訓」）が、師藤原基俊（「金吾」）の説には背けないと断りつつ、少年の頃に祖母兼子から聞いた異説（「極秘説」）を定家に伝授したとあり、母方の弁乳母―讃岐入道―伊予三位の流れが俊成の歌学に影響を与えていたことを明示している。
なお、「伊予三位 藤原敦兼朝臣母」の歌は、俊成が撰者を務めた『千載和歌集』に1首入集している。